# Terror på Elm Street 6
Terror på Elm Street 6 (engelska: Freddy's Dead: The Final Nightmare) är en amerikansk skräck/komedi från 1991.

## Handling
I denna uppföljare till 1984 års kultförklarade skräckfilm Terror på Elm Street får man återigen följa ungdomarna på Elm Street i deras kamp mot Freddy Krueger. Freddy var då han levde, en galen seriemördare med förkärlek till att döda små barn. Polisen grep honom, men på grund av en miss var de tvungna att släppa honom. Föräldrarna och andra i grannskapet tog då istället lagen i egna händer och letade då rätt på honom och brände honom levande. Freddy dog dock inte helt av detta utan lever kvar i mardrömmar tillhörande de barnen till de som tog hans liv. Igenom dessa mardrömmar kan han åstadkomma fysisk skada som de drömmande får med sig då de vaknar. I denna sjätte del har Freddy nästan tagit kål på alla de överlevande barnen från Elm Street. Kvar har han nu bara en kille som lider av minnesförlust och sin egen hittills onämnda dotter. Han behöver nu hjälp för att inte längre vara bunden till sin hemstad utan att göra så att porten öppnas så att han skulle kunna ge sig på alla ungdomars drömmar. Det är nu upp till hans dotter att tillsammans med några ungdomar se till att Freddy dör en gång för alla.

## Om filmen
Terror på Elm Street 6 är den sjätte filmen i den kultförklarade serien om Freddy Krueger och Elm Street. Elm Street-filmerna och Fredag den 13:e-filmerna om Jason blev stora framgångar i skräckfilmsvågen på 1980-talet. Filmen regisserades av Rachel Talalay, och är 89 minuter lång. Filmen sades vara den avslutande delen i serien men som så många gånger förr då pengar varit inblandade har det fortsatt att komma delar. Filmens slut är helt anpassat för att kunna ses med speciella 3D-glasögon för att få en mer tredimensionell upplevelse.
Alice Cooper spelar i filmen Freddy Kruegers styvfar i en scen som visar en tillbakablick i mördarens liv som ung och Johnny Depp har en så kallad cameo. Depp gjorde sin filmdebut i seriens första film.

## Andra delar i serien
- Terror på Elm Street (1984)
- Terror på Elm Street 2 – Freddys hämnd (1985)
- Terror på Elm Street 3 – Freddys återkomst (1987)
- Terror på Elm Street 4 – Freddys mardröm (1988)
- Terror på Elm Street 5 (1989)
- Wes Craven's New Nightmare (1994)
- Freddy vs Jason (2003)
- A Nightmare on Elm Street (2010) (2010)

## Rollista (i urval)
- Robert Englund – Freddy Krueger
- Lisa Zane – Maggie Burroughs
- Breckin Meyer – Spencer
- Shon Greenblatt – John Doe
- Johnny Depp – kille på TV
- Alice Cooper – Freds fader